# 深坑区

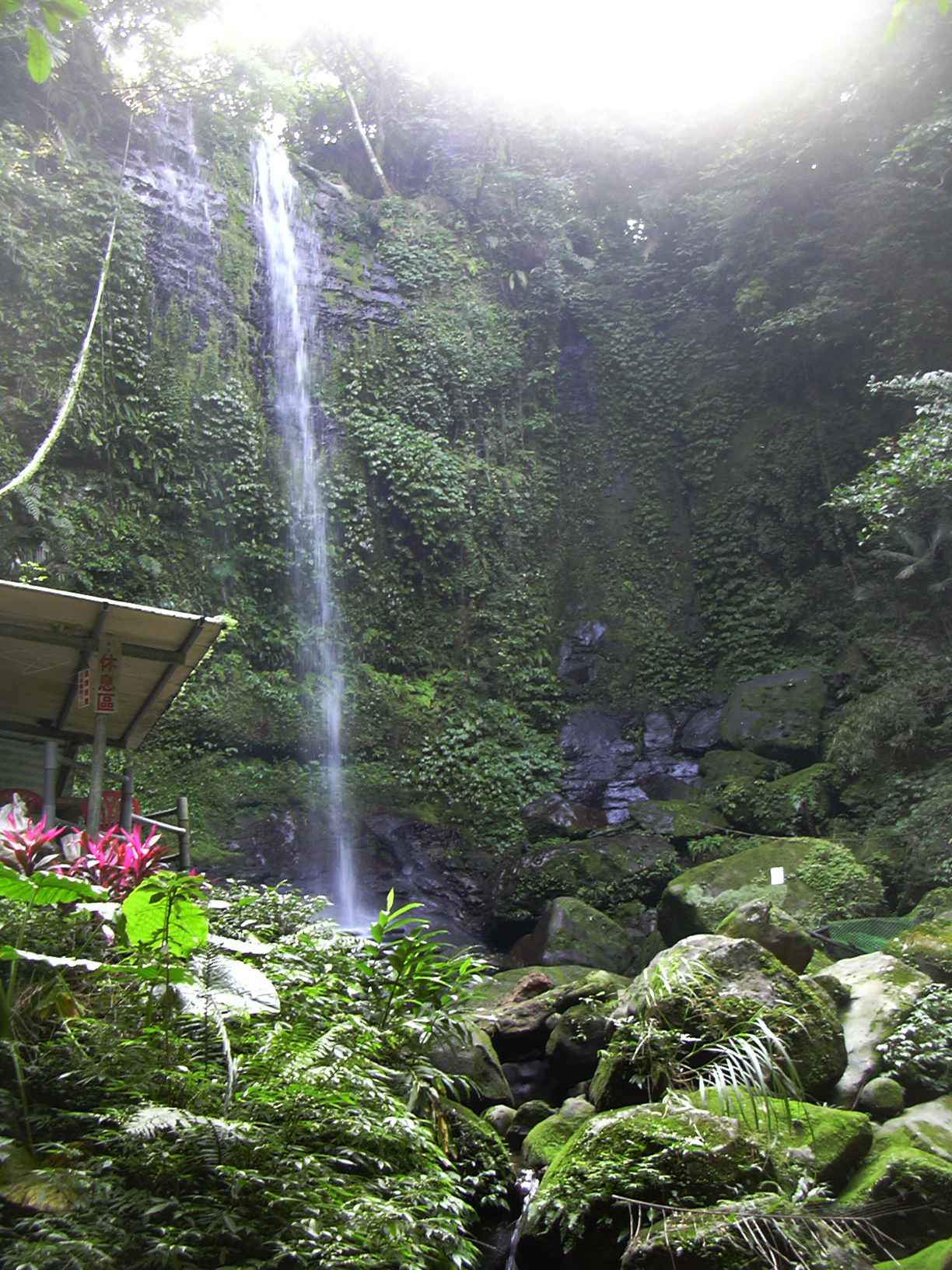
炮仔崙瀑布

深坑区（シェンケン/しんこう-く）は台湾新北市の市轄区。

## 地理
深坑は台北市の東南に位置し、周囲を山岳部に囲まれた地勢である。面積の大部分は中央山脈の南港丘陵地によって占められ、海抜30～500mとなっており、中央部を景美渓が流れている。

## 歴史
台北盆地の南辺に位置する深坑郷は清代は拳山堡に属し原住民の居住地とされた番界に隣接していた。拳山堡とその周辺（現在の景美、木柵、新店、坪林、石碇）は平埔族秀朗社に属していた。秀朗社の平埔族は熟番と称され、漢人が入植する際には有力者に開墾の許可を得、相応の代価を支払うという関係が構築されていた。漢人の入植者として最も古い記録は許宗琴という人物であるが、大規模な入植記録としては1765年、泉州人の張万順が入植し万順寮（現在の万順里）を開発、平埔族へ毎年48石を修めたという記録がある。その後入植は進み現在に至っている。
2010年12月25日には台北県が新北市に改編されたことに伴い深坑区と改編された。

## 行政区
| 里                                                             |
| -------------------------------------------------------------- |
| 深坑里、埔新里、万順里、万福里、土庫里、頼仲里、阿柔里、昇高里 |

## 教育
| 区分 | 数 | 名称                 |
| ---- | -- | -------------------- |
| 大学 | 1  | 東南科技大学         |
| 高中 | -  | -                    |
| 高職 | -  | -                    |
| 国中 | 1  | 新北市立深坑国民中学 |
| 国小 | 1  | 新北市立深坑国民小学 |

## 観光地
- 深坑黄氏永安居（中国語版）
- 深坑黄氏興順居（中国語版）
- 深坑老街（中国語版）
- 炮仔崙瀑布（中国語版）